# けろっこデメタン
『けろっこデメタン』（英: Demetan Croaker, The Boy Frog）は、1973年1月2日から同年9月25日までフジテレビ系列局で放送されていたタツノコプロ制作のテレビアニメである。全39話。放送時間は毎週火曜 19:00 - 19:30 （日本標準時）。
平均視聴率は10.4%（タツノコプロが所有する資料による）。

## ストーリー
アマガエルのデメタンは、雨太郎とアマ子夫婦の子。おもちゃの露天商を営む両親の手伝いで学校に行くこともできなかったが、訪れた「虹のお池」で大富豪トノサマガエル一家の娘・ラナタンと出会い、字を教えてもらったりして仲良くなる。しかし、それを好ましく思わないラナタンの父・ギヤ太やその部下のイボ吉、キャールたちから執拗に狙われるようになる。デメタンとラナタンの二つの一族の対立を軸に、カエル版『ロミオとジュリエット』として話が展開する。
物語後半では、ギヤ太を傀儡にして池の全住民を支配していた大ナマズからの解放闘争へと発展する。

## 登場人物

### デメタン一家
デメタン
声 - 久松夕子
主人公のアマガエルの男の子。小学4年生という設定。元々住んでいた池がある日突然イモリたちの襲撃に遭い、逃げる途中に起きた土砂崩れも加わって兄弟を全て失った。
虹の池に引っ越してきた時にラナタンと出会い、互いに惹かれ合っていくが、貧しい家柄なのでギヤ太を始めザリやイボ吉たちから快く思われず、虹の池から出て行くように親子ともども様々な嫌がらせを受ける。上記の理由で子ガエルたちの中で唯一学校に行けない。ラナタンたちが学校に行っている間は雨太郎のおもちゃ作りの手伝いをしている。
当初は弱虫で泣き虫だったが、虹の池でラナタンに出会ったことや、様々な生き物との出会いや別れを経験して次第に誰にでも立ち向かう勇気と優しさを身につけていく。頑固な面もあり、ラナタンやタニシのおばあさんと喧嘩をしたこともある。
雨太郎が作ってくれたケロケロ笛という笛を常に持ち歩いており、よく吹いている。その音色は美しく、ラナタンや他の生き物たちからも人気がある。ザリと戦った際には木刀のように使用したこともある。
イモリたちが虹の池に攻めてきた際にラナタンとたった二人で残って戦い、ナマズ入道にその勇気を賞賛されて助けられ、ナマズ入道の事を神様だと思っていたが、仲良くなったエレ吉の兄弟を皆食べられたことと、ギヤ太を利用して池の住民から貢ぎ物を取り立てていたことを知ったことで次第に考えを変えていき、虹の池を平和な場所にするために池の生き物たちやエレ吉父子と一丸となってナマズ入道に立ち向かう。
最後は平和になった虹の池でラナタンと寄り添って笛を吹いた。
雨太郎
声 - 北村弘一
デメタンの父。元々住んでいた池がイモリたちの襲撃に遭い、デメタンと雨子を連れて虹の池に引っ越してくる。おもちゃ作りをして生計を立てているが、ギヤ太の圧力であまり売れず、家は貧しい。
曲がったことが大嫌いで嫌がらせを仕掛けてくるギヤ太たちにも立ち向かうが、力が弱く返り討ちに会うことがほとんど。改心したギヤ太を許す心の広さもあり、デメタンたちと一丸となって共にナマズ入道に立ち向かう。
最後は寄り添うデメタンとラナタンを優しく見守った。
雨子
声 - 荘司美代子
デメタンの母。ギヤ太たちの嫌がらせにも屈さずに雨太郎を支え、デメタンを優しく見守る。
デメタンの兄弟
オタマジャクシ。元々はデメタンを含めて沢山いて、雨太郎両親と楽しく暮らしていたが、突然のイモリたちの襲撃でほとんどが食べられ、残った数匹も逃げる途中の土砂崩れに巻き込まれてしまい、デメタンを除いてすべて死んでしまった。

### ラナタン・ギヤ太とその子分たち
ラナタン
声 - 岡本茉莉
ギヤ太の娘のトノサマガエル。デメタンと同じく小学4年生という設定。デメタンと出会ったことから池を飛び出し、父を改心させて池を開放しようと頑張る。
ギヤ太
声 - 富田耕生
ラナタンの父にして、「虹のお池」を仕切るトノサマガエル。実はなまず入道の傀儡だった。
イボ吉
声 - 大竹宏
ギヤ太の子分であるイボガエル。少々ドジなところがある。いつもキャールとともに行動している。
ザリ
声 - 田中康郎
ギヤ太の子分のリーダー格であるザリガニ。イボ吉やキャールも頭が上がらない強者。ラスト近く、ギヤ太が改心するとなまず入道の部下に寝返り、デンキウナギのエレ吉を洞窟に閉じ込めたが、エレ吉が脱走した際に起った岩盤崩れによって下敷きとなり絶命。
キャール
声 - 八代駿
ギヤ太の子分であるカエル。力は無いが、悪知恵が働いてずる賢い。ギターが得意。リンチや処刑の場面などでは、自身は参加せずに怯えながら見ていることが多い。

### その他
なまず入道
声 - 水島晋
虹の池に住んでいる巨大なナマズ。池一番の長者のギヤ太を影から操って池の住民から貢物を献上させ、自身の食料としている。自身の存在が知れると、池から生き物たちが逃げ出して食料を持ってくる者がいなくなってしまうため、普段は池の住民が一度入ったら出られないと恐れて誰も近寄らない、「地獄ジャングル」と呼ばれる池の底の無数の水草が生い茂った奥の洞窟に潜んでいる。
住民やギヤ太のことは唯の自分に食料を献上する奴隷たちとしか考えていないが、イモリたちが虹の池に攻めてきた時には自身の食料のためにギヤ太を通して自身の存在を知られないように池の住民を全員避難させ、そうとは知らずに攻めてきた大勢のイモリたちを撃退している。その際、逃げずに池に残って戦っていたデメタンとラナタンを見つけ、「チビ蛙のくせに勇気のある奴らだ」と気まぐれとはいえ自身を見られたにもかかわらずに助け、この事からデメタンに虹の池の神様だと思われるようになる。
最後は唯一の弱点である電撃で攻撃されて海へと逃亡するが、海の魚たちとともに人間に手打ち網で捕らえられた。
沢五郎
声 - 加藤精三
ナレーション
声 - 北浜晴子

## スタッフ
- 企画・制作 - 吉田竜夫
- 原作 - 鳥海尽三
- 構成 - 酒井あきよし
- 美術監督 - 中村光毅
- 音楽 - 越部信義
- 総監督 - 笹川ひろし
- キャラクターデザイン - 吉田竜夫、天野嘉孝
- 作画監督 - 林政行、川端宏
- 原画 - 田島実、前田英美、他
- 動画 - 中村実、松本清、他
- 背景 - 多田喜久子、新井寅雄、アップルズ、大沼敏孝、吉原一輔、プロダクションわーと、山口幸子
- 背景設定 - 大沼敏孝、多田喜久子、中村光毅
- 色指定 - 金原恵美、他
- 仕上 - 野村千恵子、浅上まり子、他
- 特殊効果 - 朝沼清良、他
- 検査 - 村上篤美、他
- 撮影 - 天平フィルム、他
- 編集 - 三木幸子
- 進行 - 米津和彦、他
- 制作担当 - 栃平吉和（タツノコプロ）、津田義夫（読売広告社）
- 効果 - イシダサウンドプロ
- 録音ディレクター - 水本完
- 録音 - 棚岡元（読広スタジオ）
- 現像 - 東京現像所
- プロデューサー - 吉田健二、九里一平
- 制作協力 - フジテレビ
- 制作 - タツノコプロ

## 主題歌
レコードは日本コロムビアから発売。
オープニングテーマ「けろっこデメタン」
作詞 - 丘灯至夫 / 作曲・編曲 - 越部信義 / 歌 - 堀江美都子
エンディングテーマ「まけるなデメタン」
作詞 - 丘灯至夫 / 作曲・編曲 - 越部信義 / 歌 - 堀江美都子
イントロ部は次回予告BGMになっている。
※韓国版主題歌『개구리 왕눈이』（訳詞：パク・ジュニョン、補作曲：チョン・ミンソプ、歌：チョン・ヨジン）は、日本版主題歌の一部を改変したものである。速いテンポで派手な編曲をバックに堀江美都子が歌い上げる日本版と違い、当時10歳のチョン・ヨジン（チョン・ミンソプの娘）が比較的控えめなテンポと編曲をバックに歌っている。

## 各話リスト
| 話数 | 放送日        | サブタイトル             | 脚本         | 演出              |
| ---- | ------------- | ------------------------ | ------------ | ----------------- |
| 1    | 1973年 1月2日 | とび出せデメタン         | 鳥海尽三     | 吉田竜夫 原征太郎 |
| 2    | 1月9日        | 勇気だ！父ちゃん         | 酒井あきよし | 高橋資祐          |
| 3    | 1月16日       | 負けるな！三段跳び       | 鳥海尽三     | 岡崎邦彦          |
| 4    | 1月23日       | 守れ！愛のタマゴ         | 酒井あきよし | 富野喜幸          |
| 5    | 1月30日       | 泣くな！デメタン         | 永田俊夫     | 高橋資祐          |
| 6    | 2月6日        | ふたりぼっちのケロケロ笛 | 鳥海尽三     | 原征太郎          |
| 7    | 2月13日       | まごころに消えた憎しみ…  | 柴田夏余     | 富野喜幸          |
| 8    | 2月20日       | さようなら小さな旅人     | 陶山智       | 岡崎邦彦          |
| 9    | 2月27日       | 虹の池の地獄ジャングル   | 鳥海尽三     | 原征太郎          |
| 10   | 3月6日        | 友情は海の彼方に         | 酒井あきよし | 棚橋一徳          |
| 11   | 3月13日       | 秀才蛙が現われた         | 永田俊夫     | 高橋資祐          |
| 12   | 3月20日       | ギャ太の策略             | 酒井あきよし | 棚橋一徳          |
| 13   | 3月27日       | 生きろ広い世界で         | 酒井あきよし | 富野喜幸          |
| 14   | 4月3日        | わんぱく蛙がやって来た   | 鳥海尽三     | 鹿島恒保          |
| 15   | 4月10日       | 命の川をとりもどせ       | 永田俊夫     | 高橋資祐          |
| 16   | 4月17日       | 救え緑の命               | 陶山智       | 岡崎邦彦          |
| 17   | 4月24日       | 虹の池の魔神             | 鳥海尽三     | 原征太郎          |
| 18   | 5月1日        | 飛ぶんだ大空へ           | 三宅直子     | 富野喜幸          |
| 19   | 5月8日        | 開け希望の灯             | 酒井あきよし | 高橋資祐          |
| 20   | 5月15日       | シャボン玉は海に向う     | 三宅直子     | 富野喜幸          |
| 21   | 5月22日       | 泣くな友情のケロケロ笛   | 小山高男     | 原征太郎          |
| 22   | 5月29日       | デメタン海からかえる     | 鳥海尽三     | 原征太郎          |
| 23   | 6月5日        | 捨てるな勇気             | 笹川ひろし   | 高橋資祐          |
| 24   | 6月12日       | へそ蛙君さようなら       | 酒井あきよし | 富野喜幸          |
| 25   | 6月19日       | 消すな命の炎             | 永田俊夫     | 鹿島恒保          |
| 26   | 6月26日       | 負けるなやせ蛙           | 鳥海尽三     | 高橋資祐          |
| 27   | 7月3日        | ナマズ入道大あばれ       | 鳥海尽三     | 富野喜幸          |
| 28   | 7月10日       | ひびけ！愛のケロケロ笛   | 小山高男     | 富野喜幸          |
| 29   | 7月17日       | わたせ友情のかけ橋       | 酒井あきよし | 高橋資祐          |
| 30   | 7月24日       | さよならカニッ子たち     | 久保田圭司   | 林政行            |
| 31   | 7月31日       | 炎に負けるな             | 陶山智       | 富野喜幸          |
| 32   | 8月7日        | 小さな池の王様           | 永田俊夫     | 原征太郎          |
| 33   | 8月14日       | 虹の池がかわく時         | 若松はじめ   | 鈴木康彦          |
| 34   | 8月21日       | 頑張れデメタン           | 鳥海尽三     | 光延博愛          |
| 35   | 8月28日       | 戦え！デメタン           | 酒井あきよし | 富野喜幸          |
| 36   | 9月4日        | ナマズ入道に負けるな     | 鳥海尽三     | 原征太郎          |
| 37   | 9月11日       | 恐怖の地獄ジャングル     | 鳥海尽三     | 富野喜幸          |
| 38   | 9月18日       | ナマズ入道をやっつけろ   | 酒井あきよし | 原征太郎          |
| 39   | 9月25日       | ひびけ平和のケロケロ笛   | 鳥海尽三     | 原征太郎          |

## 放送局
- フジテレビ（制作局）：火曜 19:00 - 19:30
- 北海道文化放送：火曜 19:00 - 19:30[3]
- 秋田テレビ：火曜 19:00 - 19:30[4]
- 山形テレビ：火曜 19:00 - 19:30[4]
- 仙台放送：火曜 19:00 - 19:30[5]
- 福島中央テレビ（1983年に放送）：日曜 7:00 - 7:30[6]
- 新潟総合テレビ：火曜 18:00 - 18:30[7]
- 富山テレビ：火曜 19:00 - 19:30[8]
- 石川テレビ：火曜 19:00 - 19:30[8]
- 福井テレビ：火曜 19:00 - 19:30[8]
- 長野放送：火曜 19:00 - 19:30[9]
- テレビ静岡：火曜 19:00 - 19:30[10]
- 東海テレビ：火曜 19:00 - 19:30[11]
- 関西テレビ：火曜 19:00 - 19:30[12]
- 山陰中央テレビ：火曜 19:00 - 19:30[13]
- テレビ岡山：火曜 19:00 - 19:30[14]
- 広島テレビ：火曜 19:00 - 19:30[14]
- テレビ愛媛：火曜 19:00 - 19:30[15]
- テレビ西日本：火曜 19:00 - 19:30[16]
- サガテレビ：火曜 19:00 - 19:30[16]
- テレビ長崎：火曜 19:00 - 19:30[17]
- テレビ熊本：火曜 19:00 - 19:30[18]
- テレビ大分：火曜 19:00 - 19:30[19]
- テレビ宮崎：火曜 19:00 - 19:30[18]
- 鹿児島テレビ
- 沖縄テレビ：火曜 19:00 - 19:30[20]

## 補足
- 本作は、フジテレビの火曜19:00枠で放送されていたタツノコ作品では唯一劇場版の無い作品となっている。
- 同じタツノコ作品である『ヤットデタマン』第32話「ワタルが亀に大変身」では、ジュジャクが作り出したイソップ寓話「亀と牛」の世界で、ミレンジョ一味のミレンジョとジュリー・コケマツがそれぞれラナタンとデメタンに変身した。
- 本作は後にテレビ東京などで再放送された。特にテレビ東京では、1982年4月放送の『手塚治虫のドン・ドラキュラ』がわずか4回で打ち切られた後、同時間帯に2時間の単発特番が組まれるまでつなぎ番組として放送されていた。
- 1980年代に韓国で放送され、旋風を巻き起こすほどの人気を集めた[21]。韓国では2020年代に入ってもドラマ「賢い医師生活」で主人公が言及するなど根強い人気を維持している。
- 1999年12月31日に放送されたタツノコクロスオーバーアニメ『世紀末伝説 ワンダフルタツノコランド』（『超える!テレビ』内で放送）では、円盤星人UBOが訪れた島「タツノコアニメワールド島」の住民として、デメタン・ラナタン・ギヤ太・なまず入道が登場している（声は全員オリジナルとは異なる）。